# Усумун (приток Малой Куонамки)
Усуму́н (также Усумуун, Усуман) — река в Оленёкском районе Якутии, правый приток Малой Куонамки (бассейн Анабара). Длина реки — 223 км. Площадь водосборного бассейна — 4870 км².
Река берёт начало на юго-востоке Северо-Сибирской низменности, к востоку от Анабарского плато, на высоте более 120 м над уровнем моря. От истока течёт на юг по термокарстовой тундре и лесотундре с преобладанием лиственницы. После впадения Ничалаха направление меняется на юго-западное, а после впадения Дяпкана — на северо-западное. В нижнем течении встречаются пойменные озёра и старицы. Впадает в Малую Куонамку справа, на отметке менее 53 м над уровнем моря, в 169 км от её устья. Ширина перед устьем — 52-71 м при глубине 0,5-1,5 м; скорость течения в низовьях составляет 0,3 м/с. Населённые пункты на реке отсутствуют.

## Основные притоки
Указаны поименованные притоки длиной 30 км и более.
| Название  | Расстояние от устья | Длина | Положение |
| --------- | ------------------- | ----- | --------- |
| Курунгнах | 21                  | 64    | правый    |
| Дяпкан    | 40                  | 59    | левый     |
| Ырас-Сала | 63                  | 36    | левый     |
| Курдур    | 139                 | 39    | правый    |

## Данные водного реестра
По данным государственного водного реестра России и геоинформационной системы водохозяйственного районирования территории РФ, подготовленной Федеральным агентством водных ресурсов:
- Бассейновый округ — Ленский
- Речной бассейн — Анабар
- Речной подбассейн — нет
- Водохозяйственный участок — реки бассейна моря Лаптевых (включая реку Анабар) от восточной границы бассейна реки Тикян-Юрях на западе до границы бассейна реки Оленёк на востоке
- Код водного объекта — 18010000112117600039593